# Rezervația peisagistică Trebujeni
Rezervația peisagistică Trebujeni este o arie protejată, situată între satele Trebujeni și Furceni din raionul Orhei, Republica Moldova (ocolul silvic Susleni, Jeloboc-Furceni, parcelele 51, 52; ocolul silvic Ivancea, Trebujeni, parcelele 31, 32, 34, 35, 37). Are o suprafață de 500 ha și este administrată de două instituții: Gospodăria Silvică de Stat Orhei (436 ha) și Primăria satului Tribujeni (64 ha).

## Descriere
Rezervația include versanți stâncoși ai râului Răut și afluenților săi Draghinici și Ivancea, parțial împăduriți. La fel, include peșteri, grote și alte fenomene carstice, monumente de cultură și locuri pitorești.
Rezervația a fost încadrată în etajul deluros de cvercete cu stejar și amestecuri cu un tip de stațiune deluros de cvercete cu stejar pe versanți și platouri, cu soluri litice, litice-rendzinice de productivitate inferioară. A fost identificat un singur tip de pădure: stejăret de productivitate inferioară.
Altitudinea variază între 20 și 155 m, iar flora curpinde, printre altele, specii din grupa Poa pratensis.

## Galerie

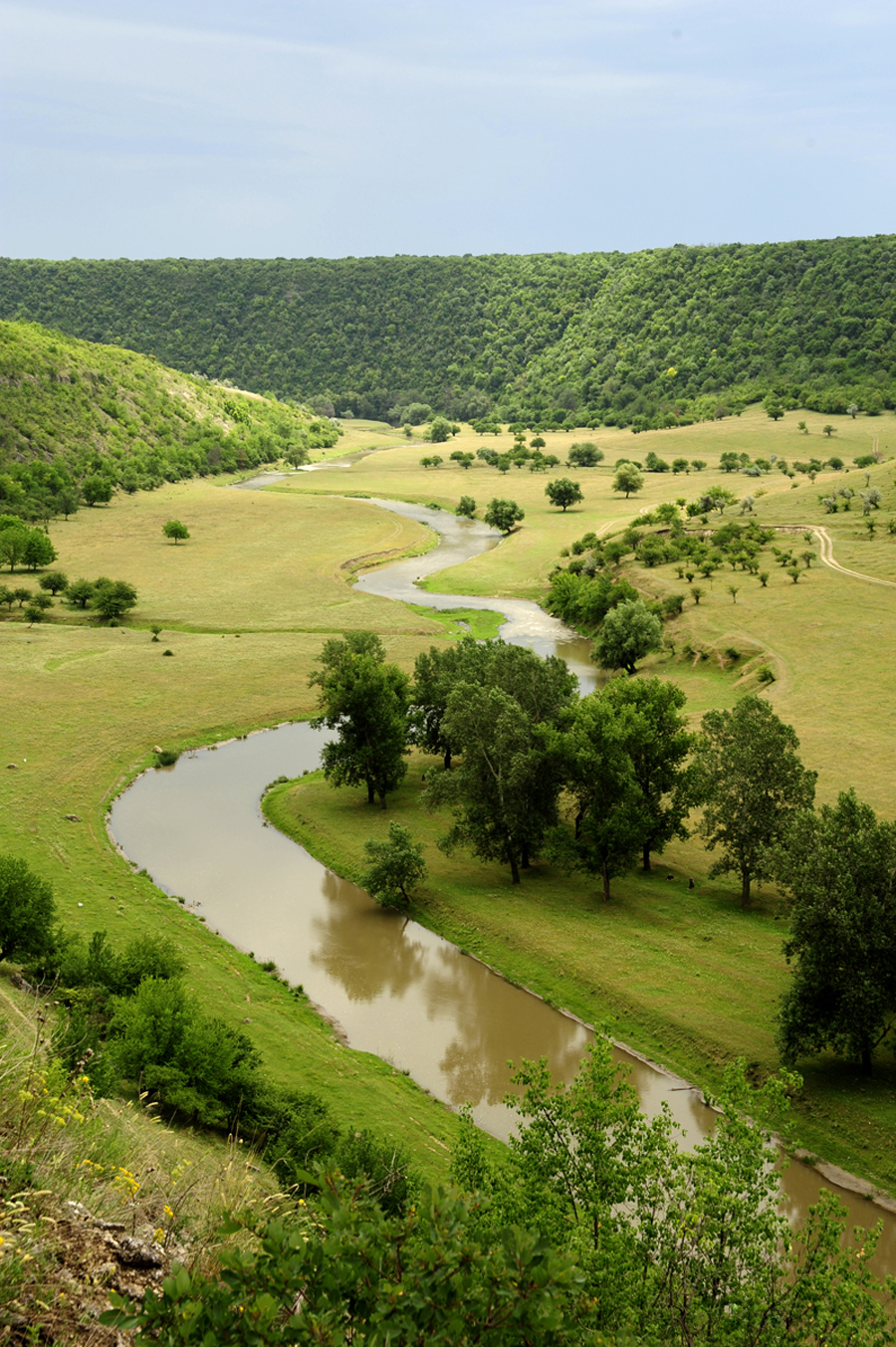
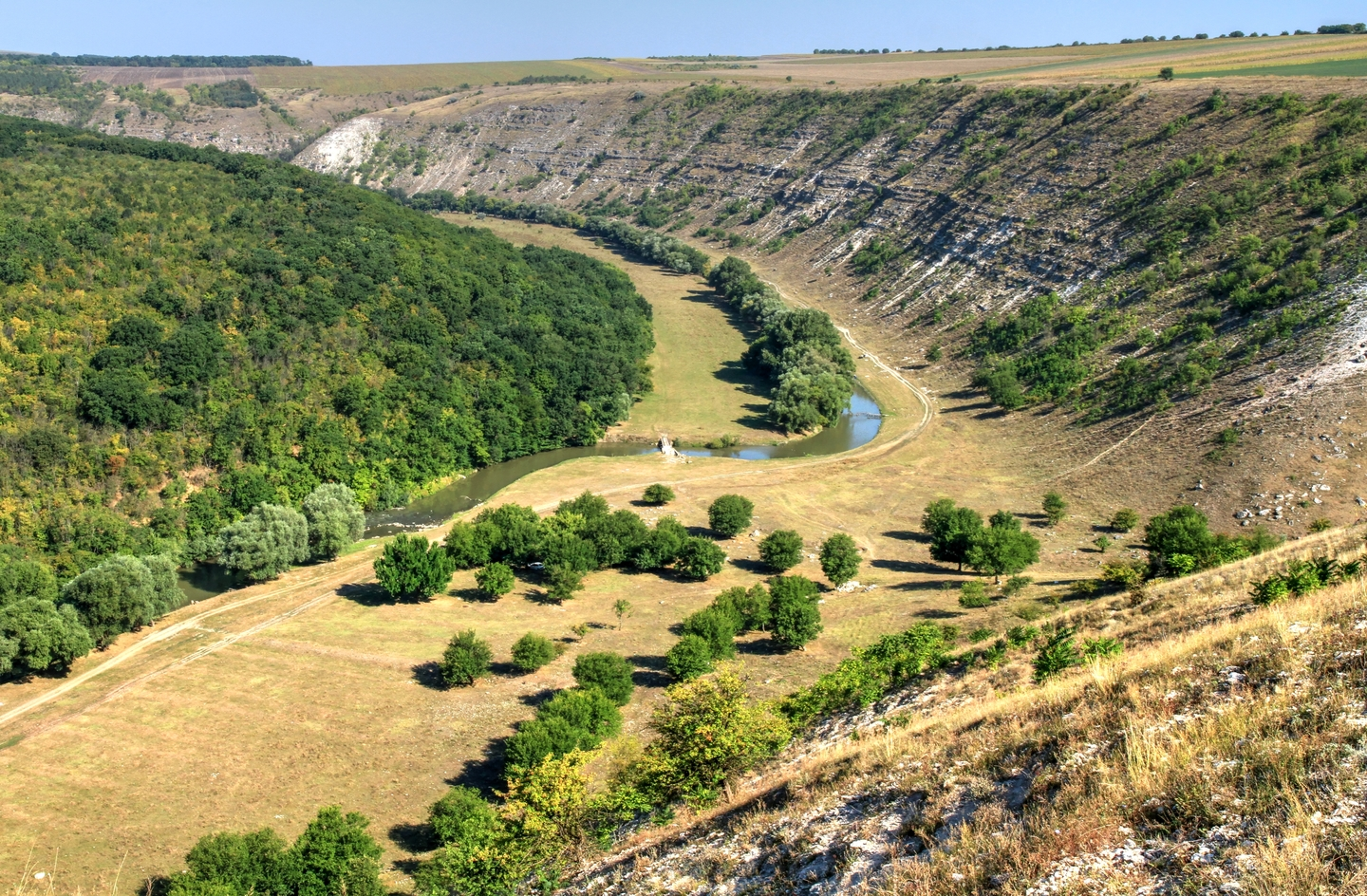
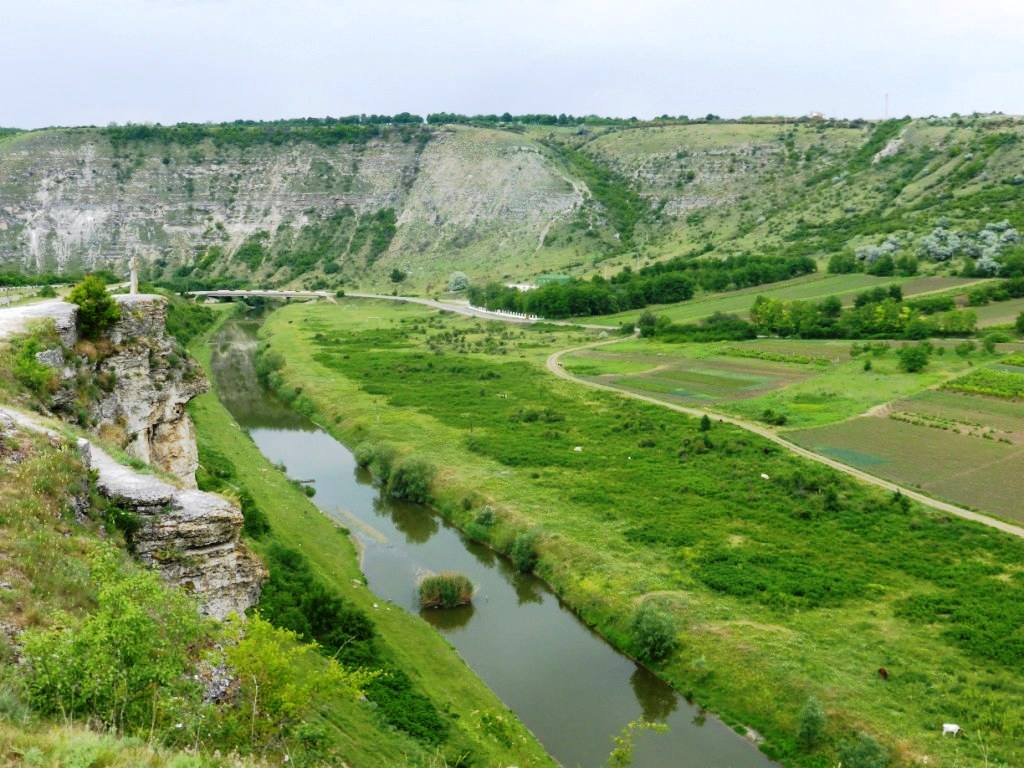
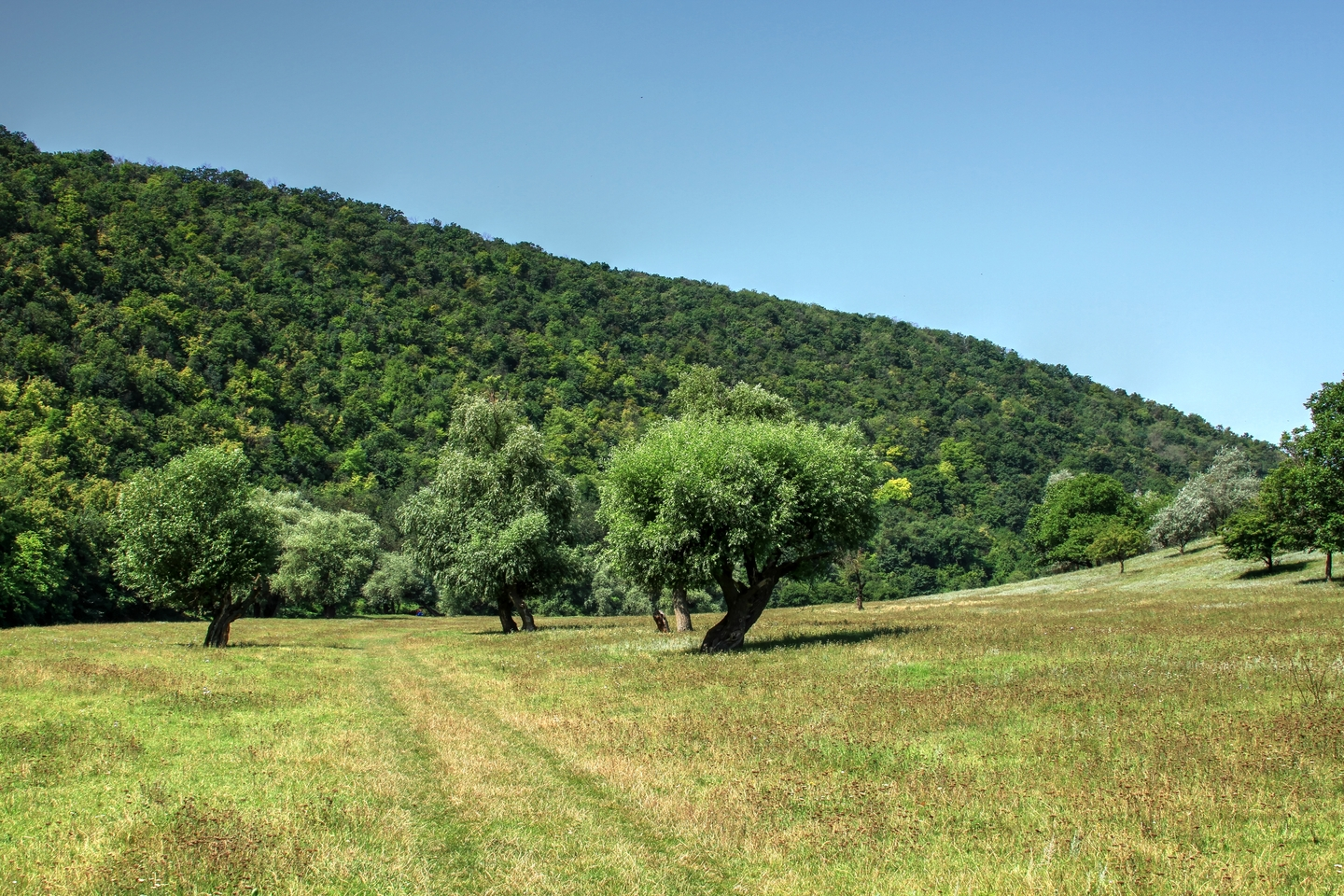
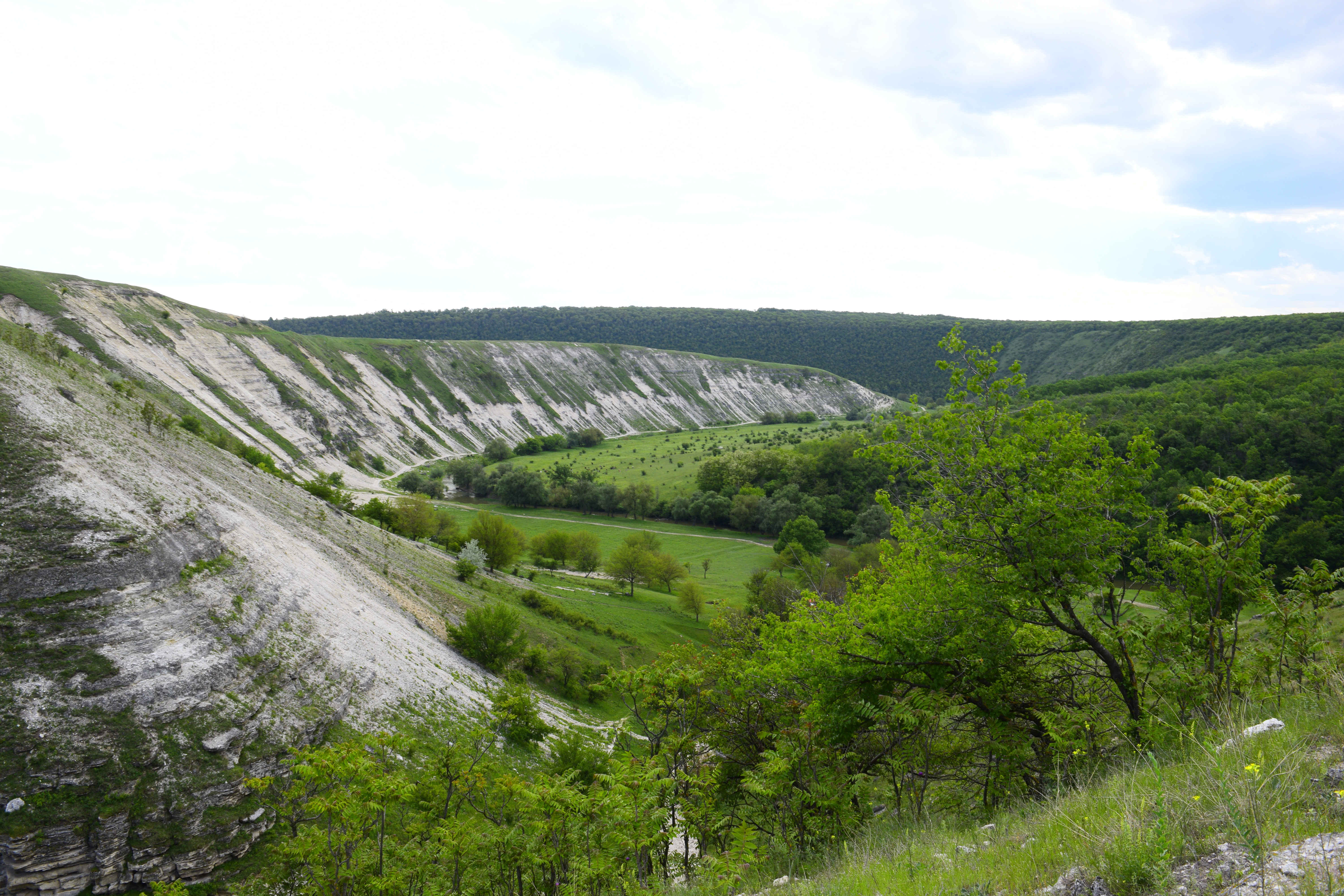
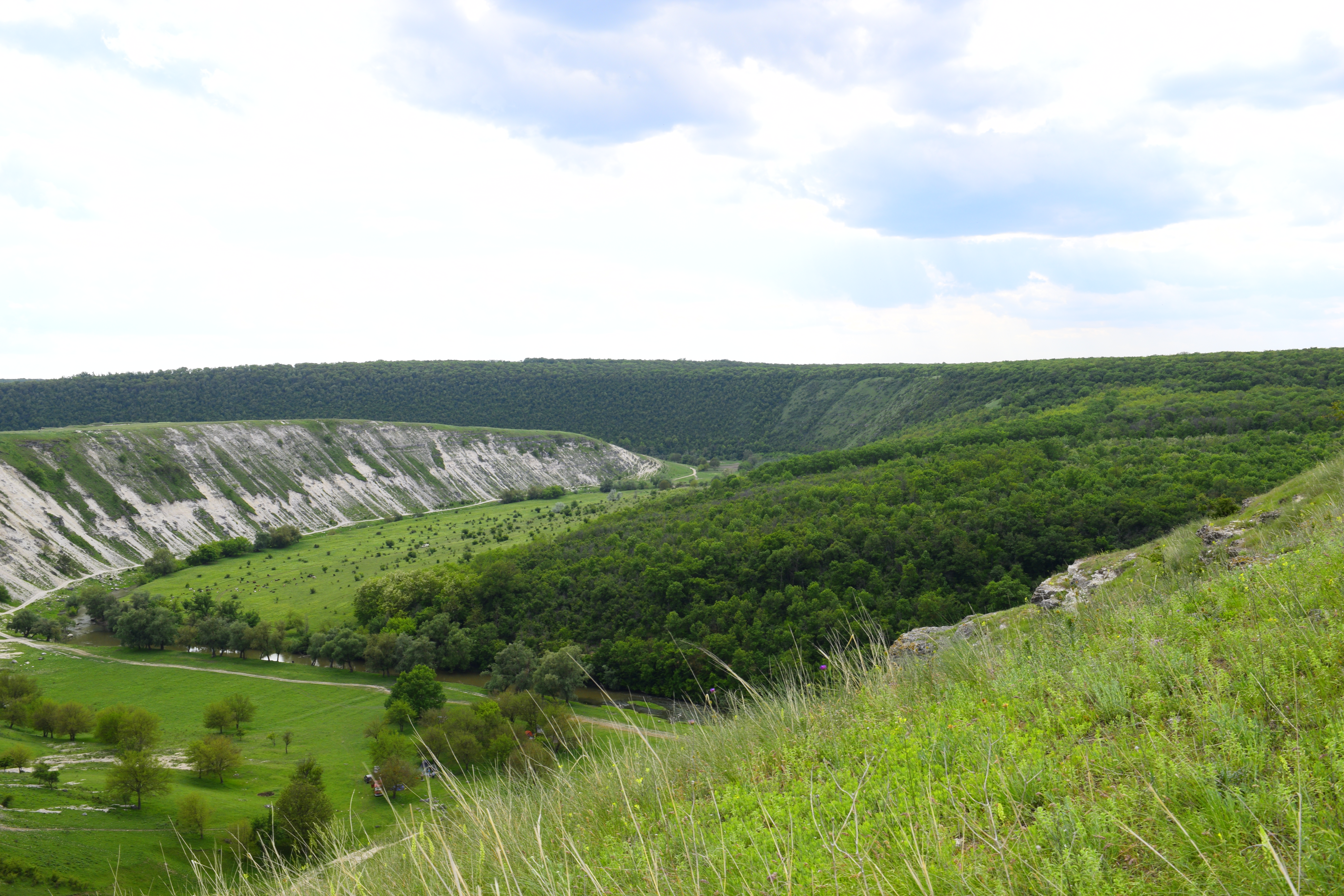
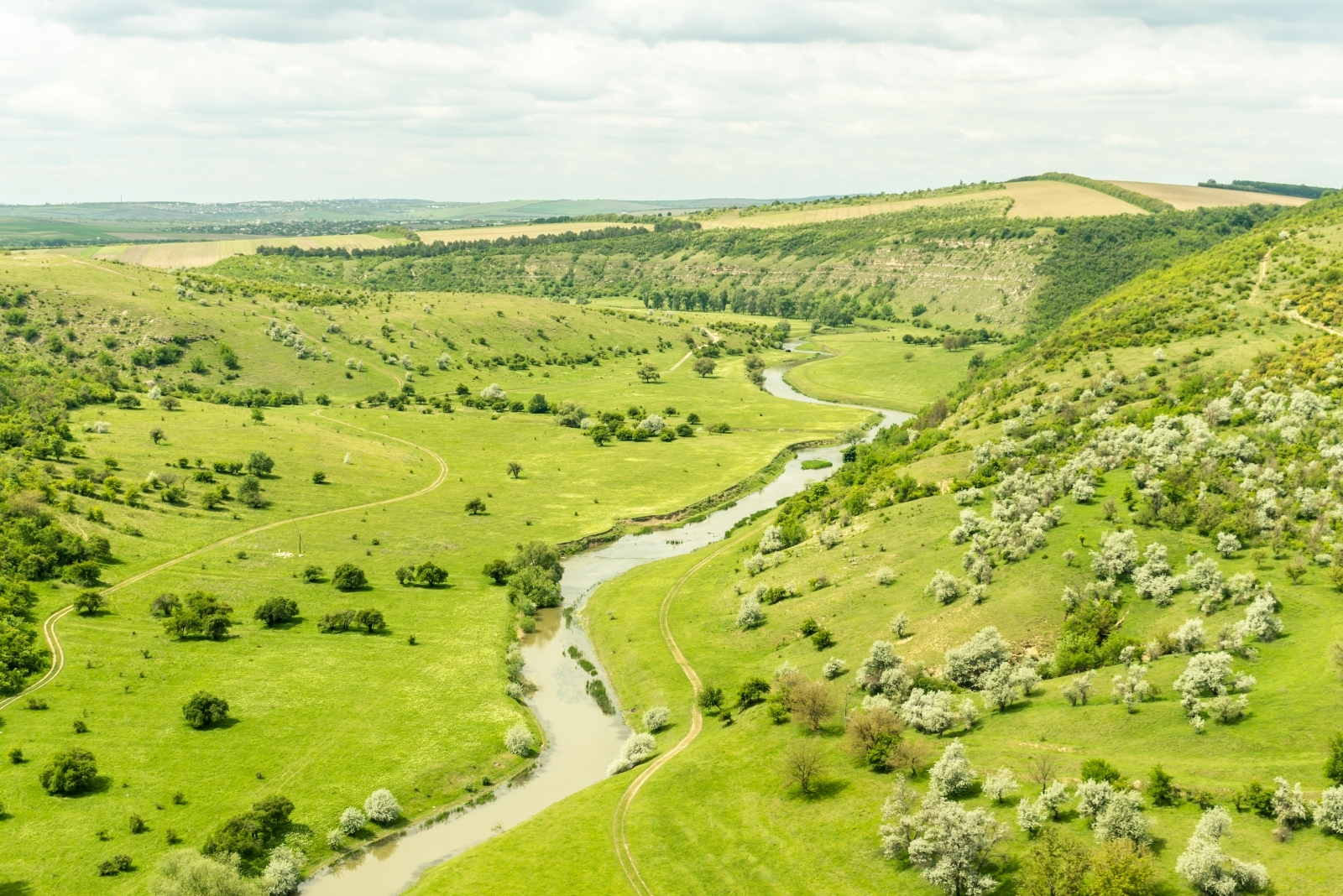
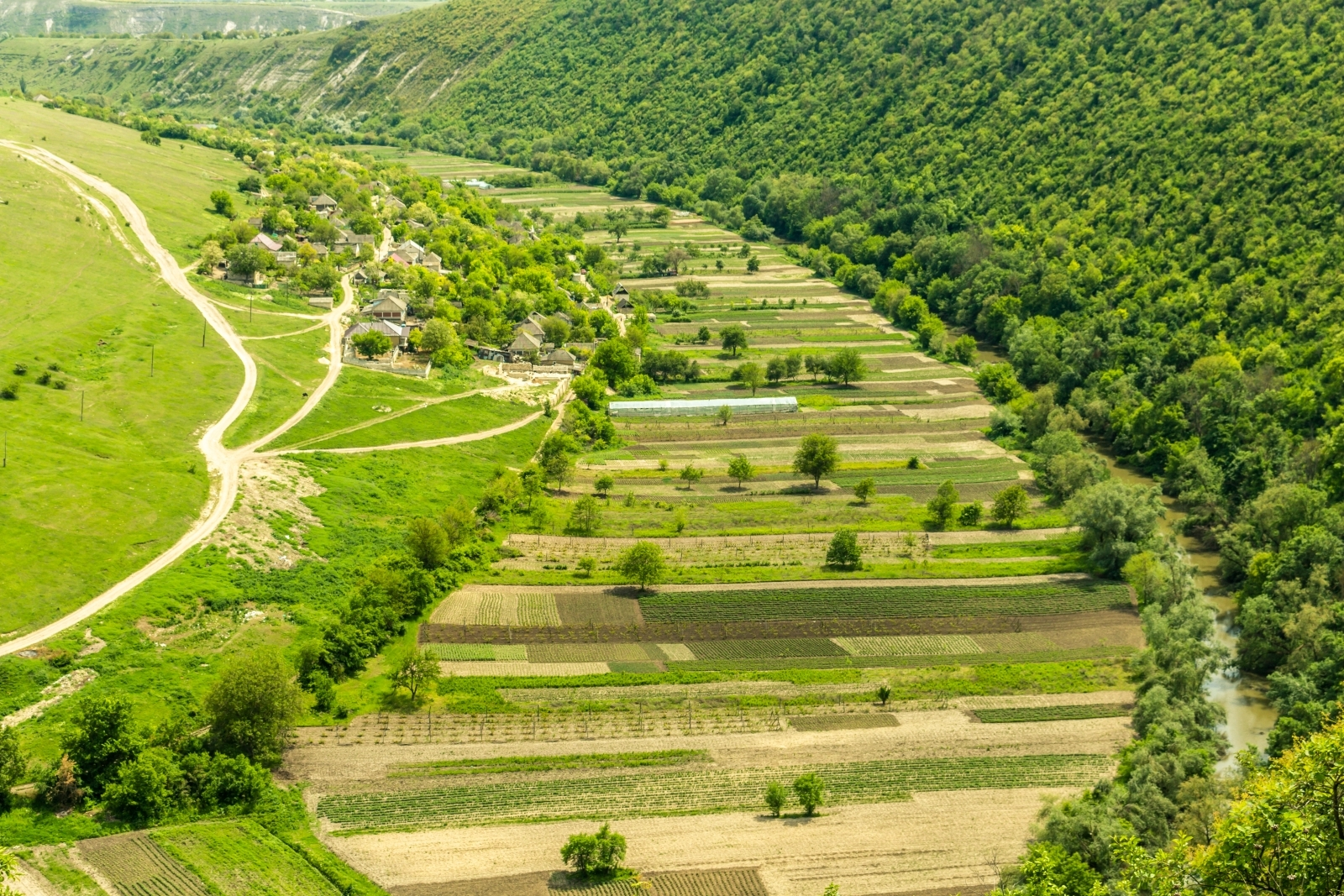
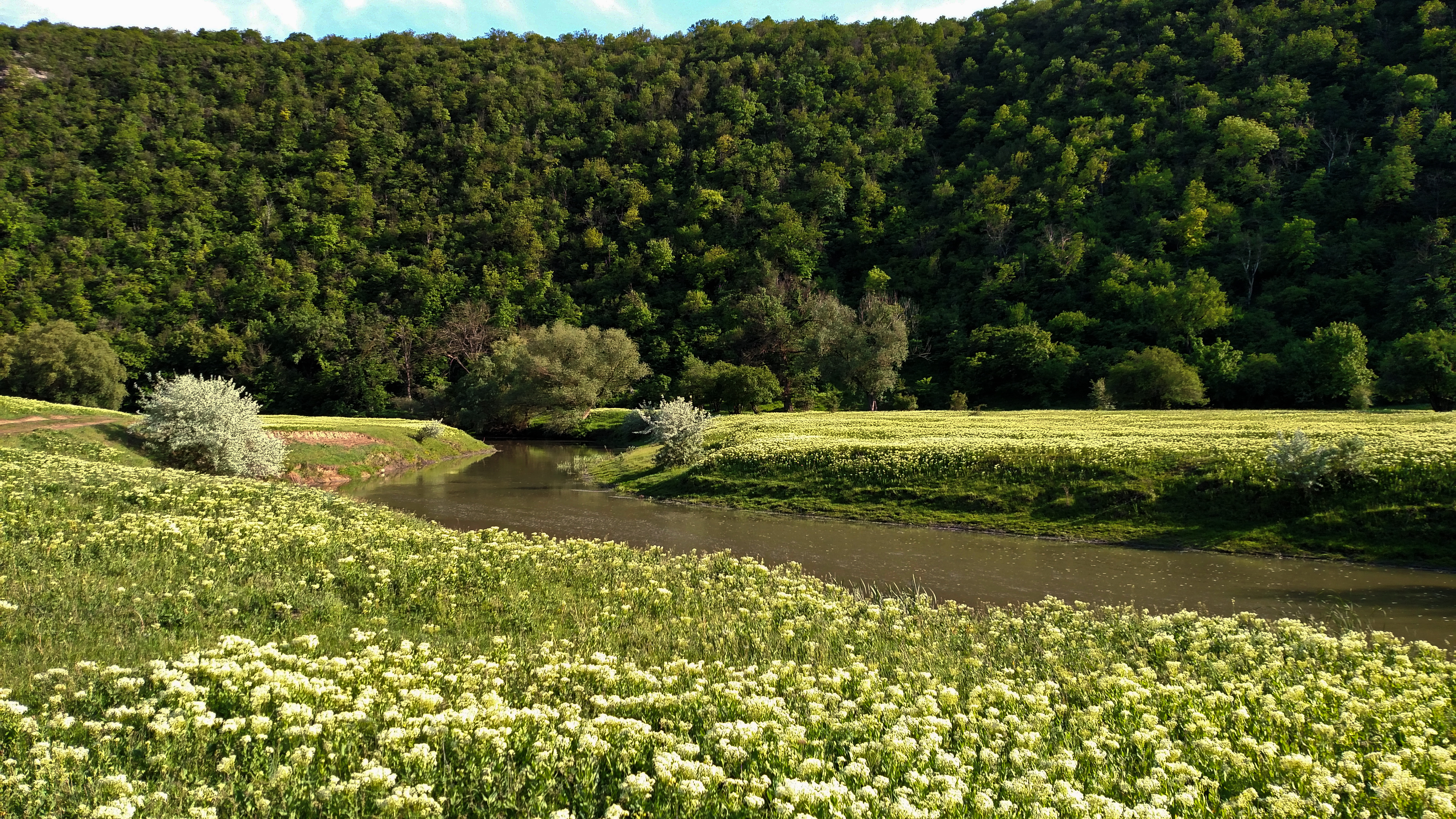
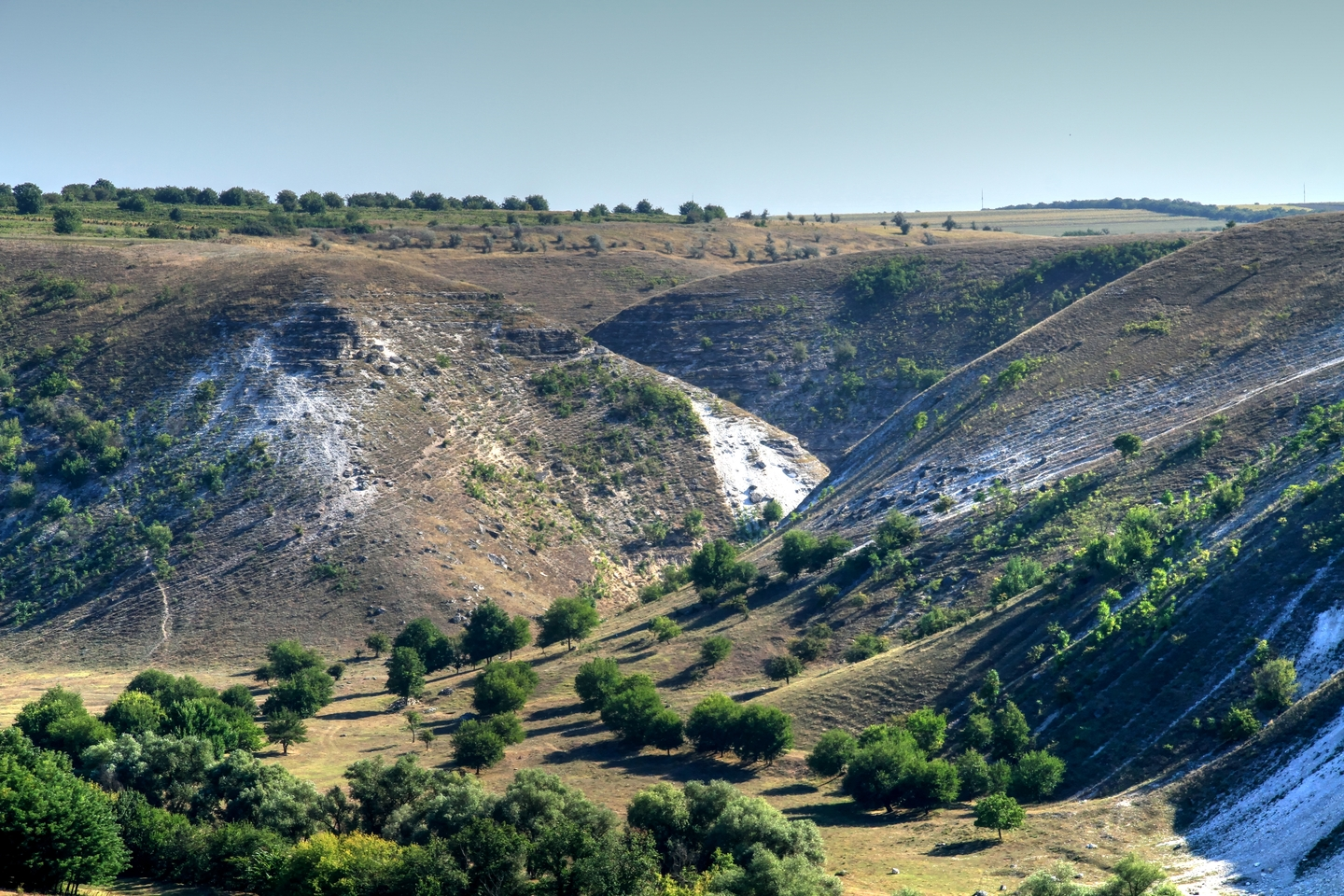
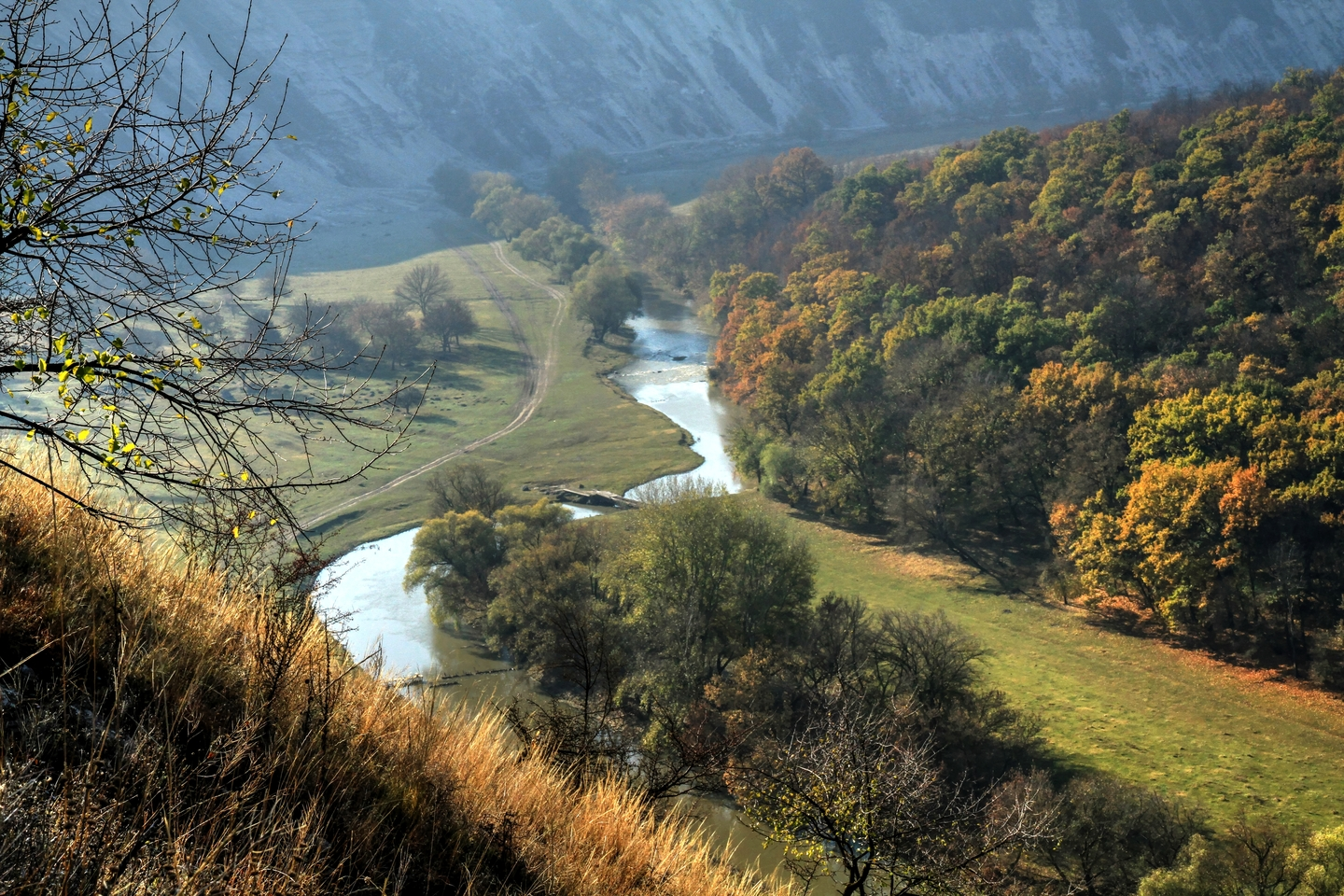
Răutul
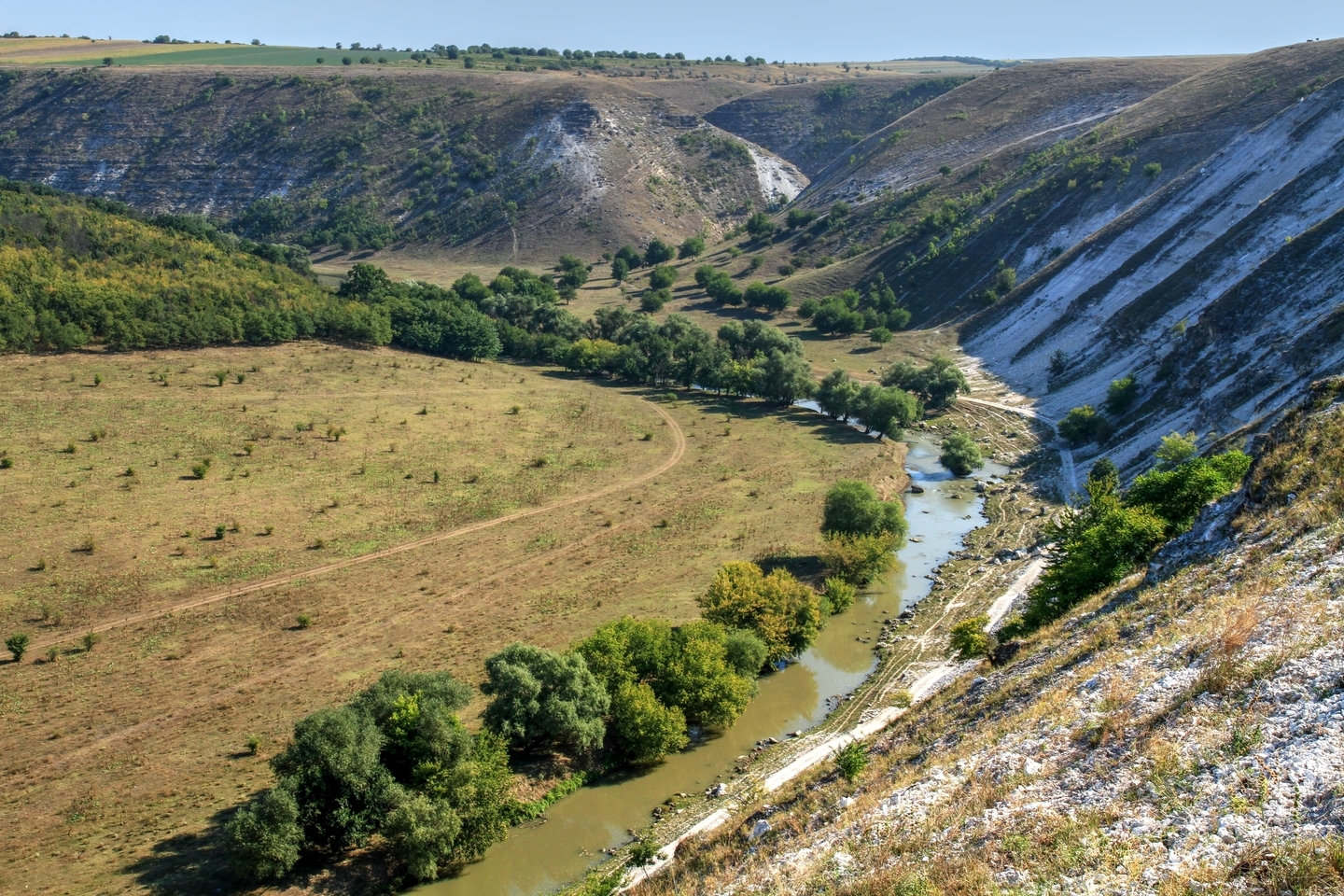
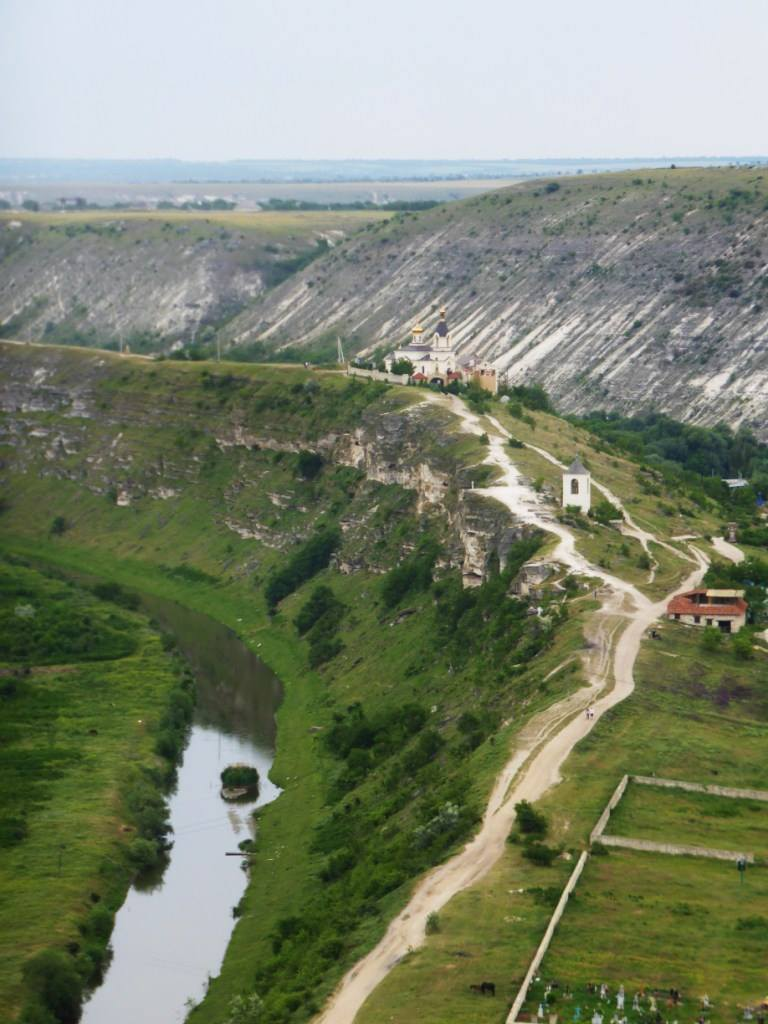
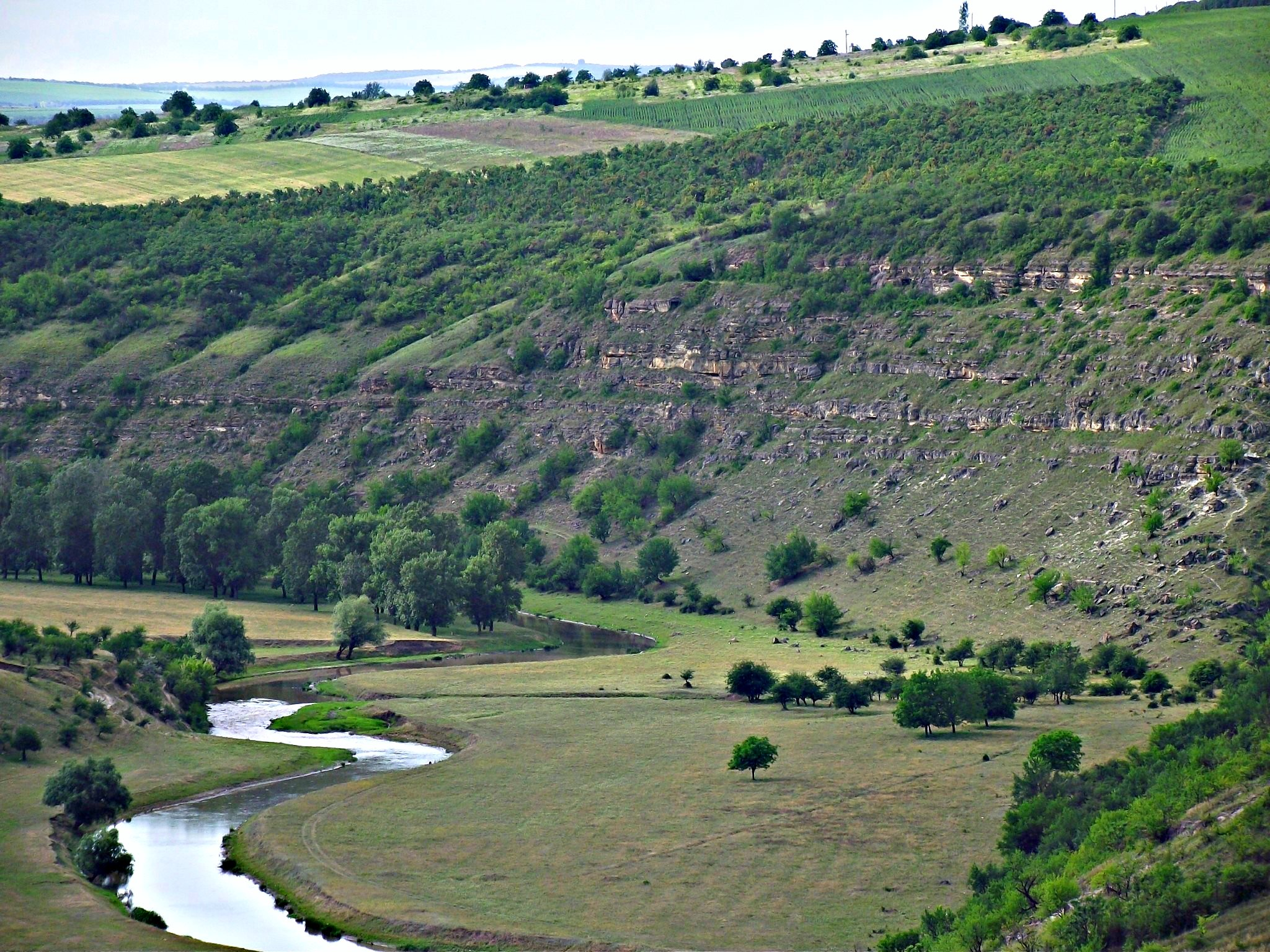
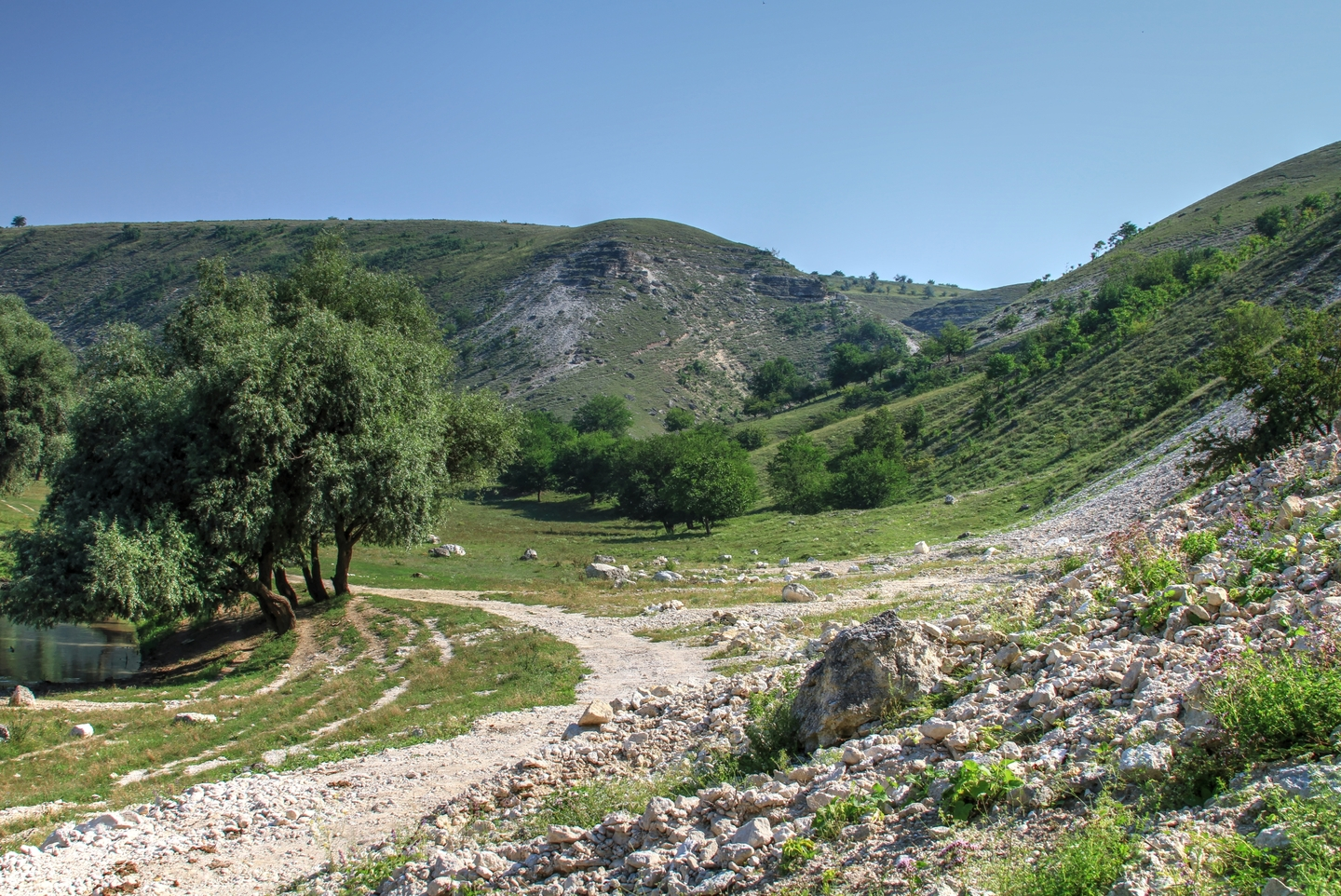
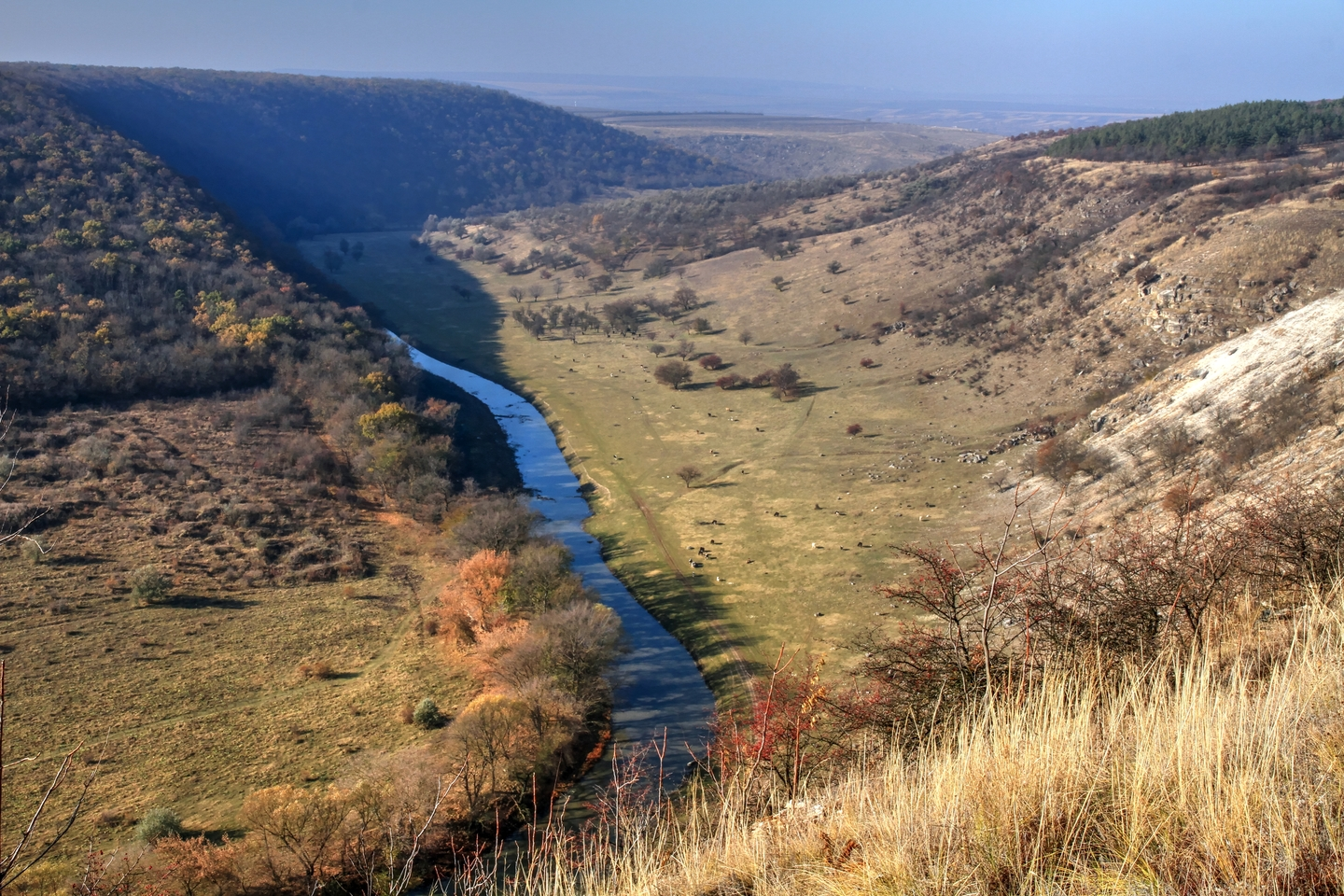
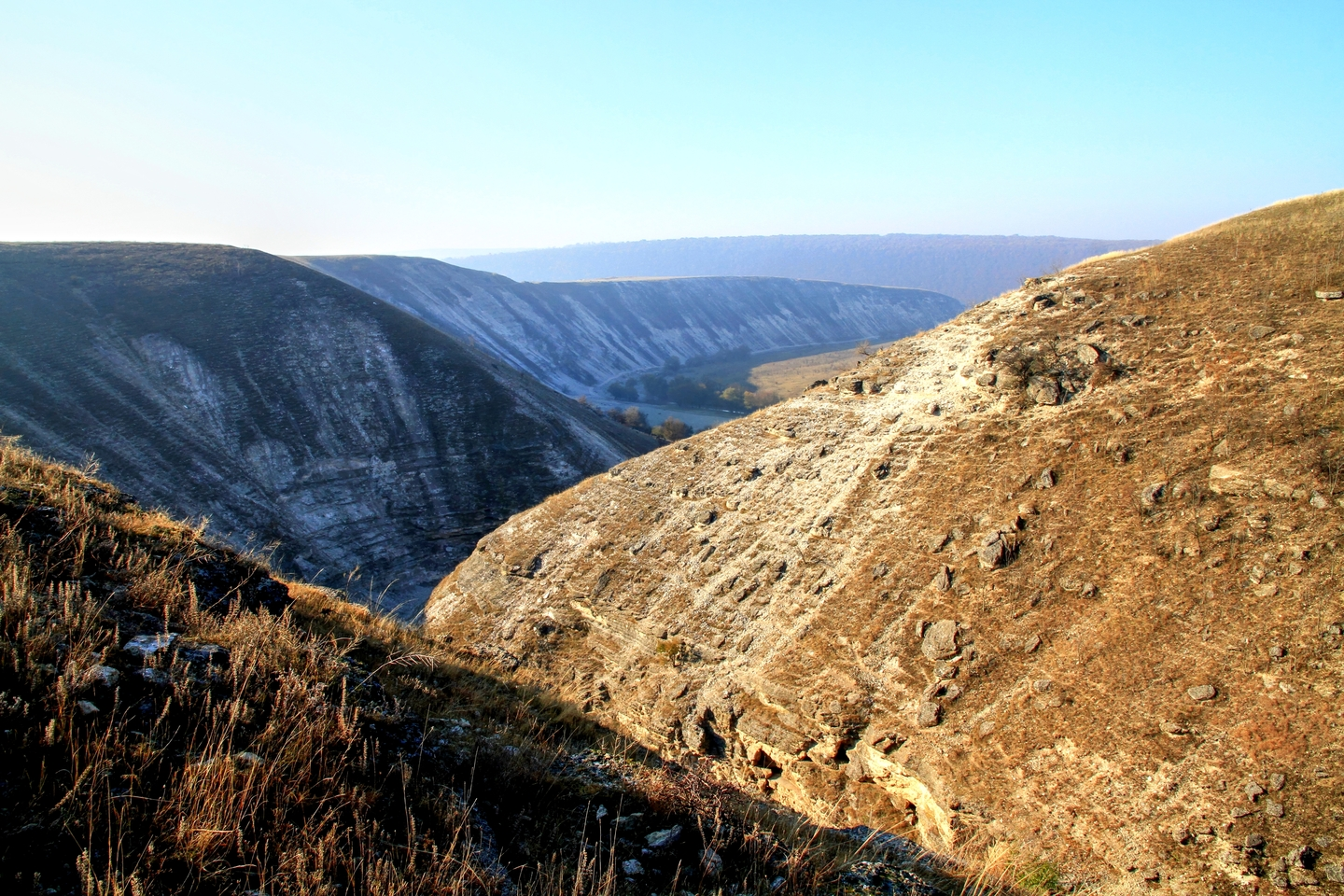
Văile foarte abrupte ale Răutului
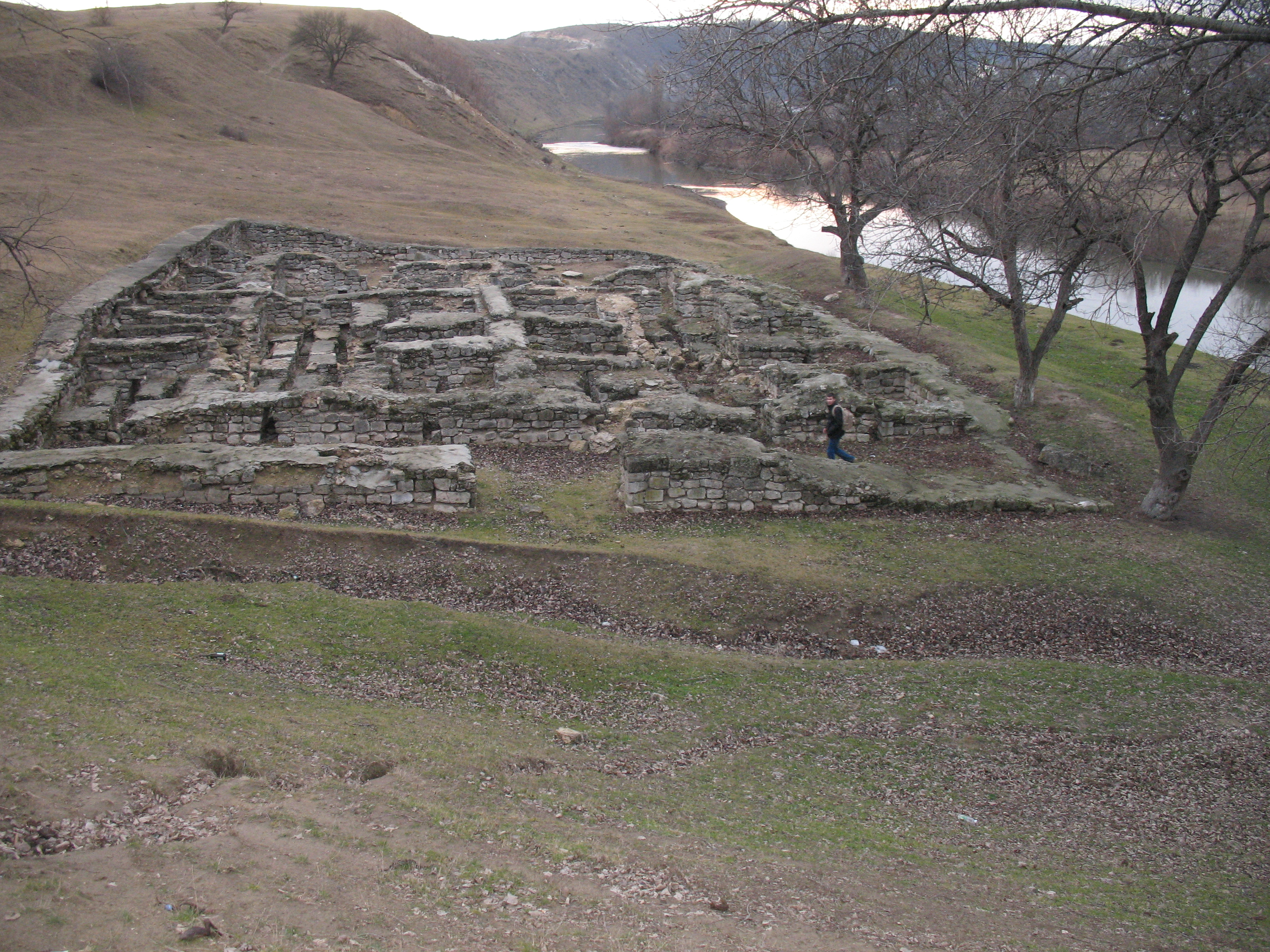
Ruinele băilor tătărești (Shehr al-Jedid) care au existat aici în secolul al XIV-lea
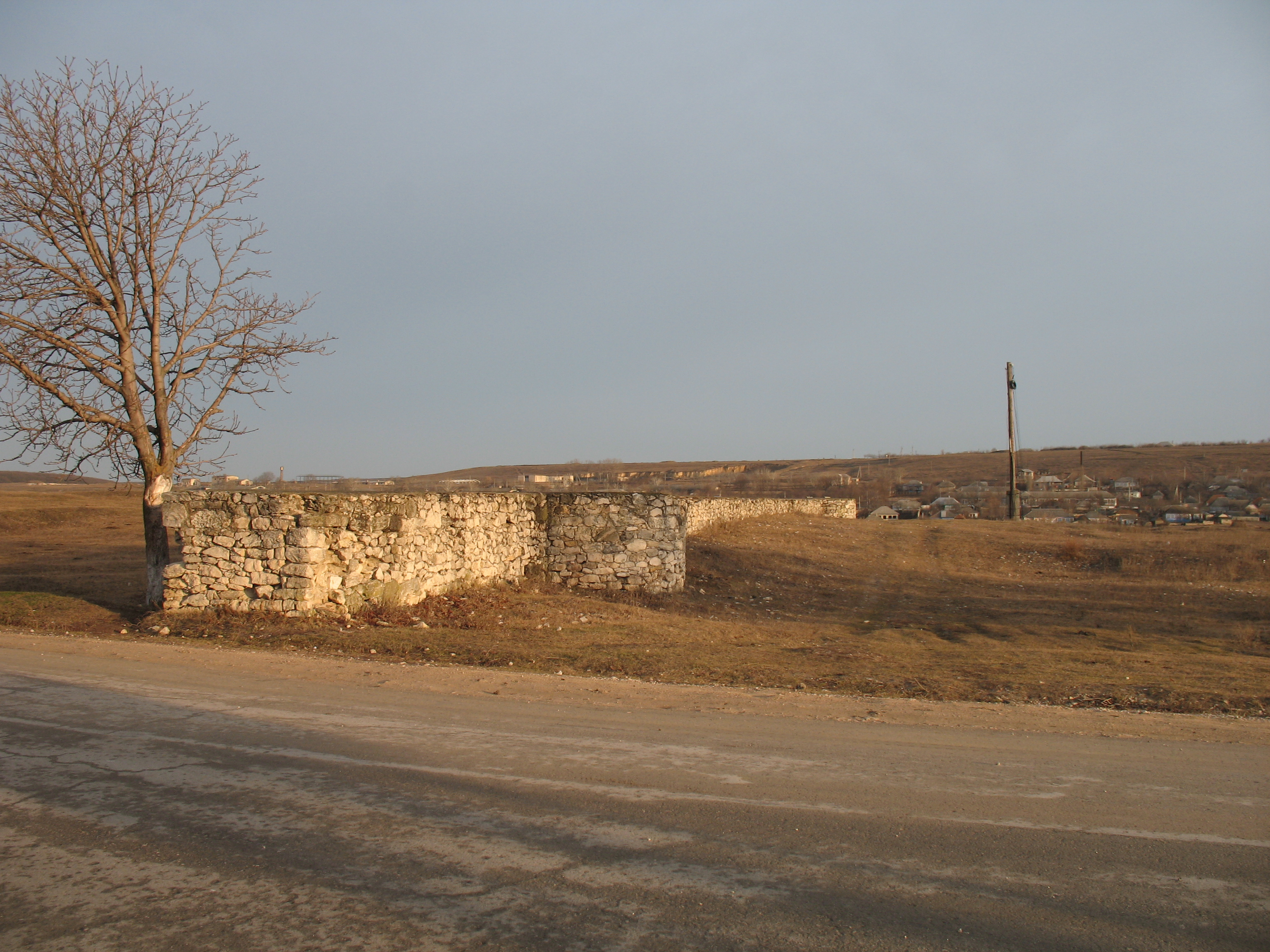
Ruinele palatalului pârcălabului de Orhei
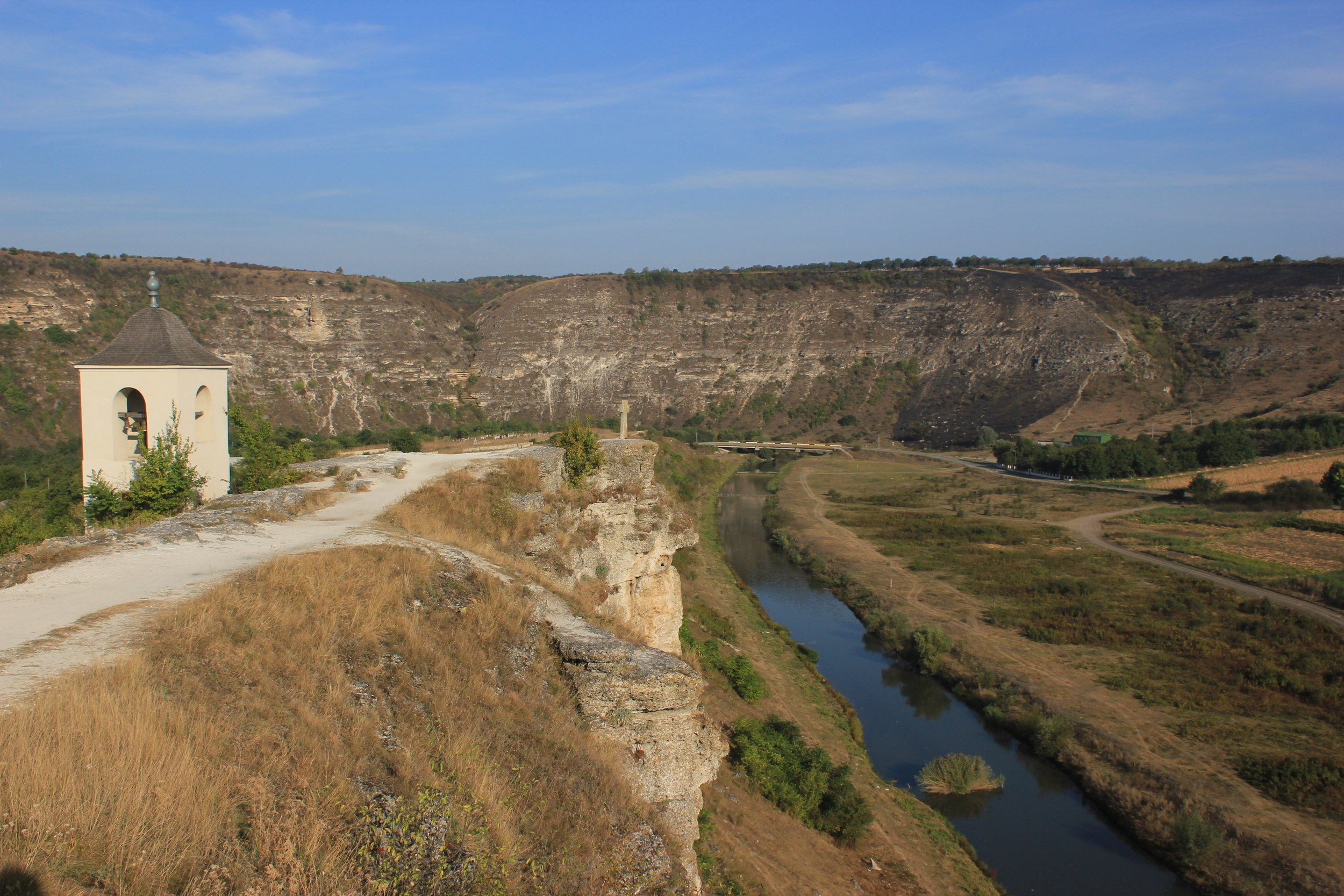
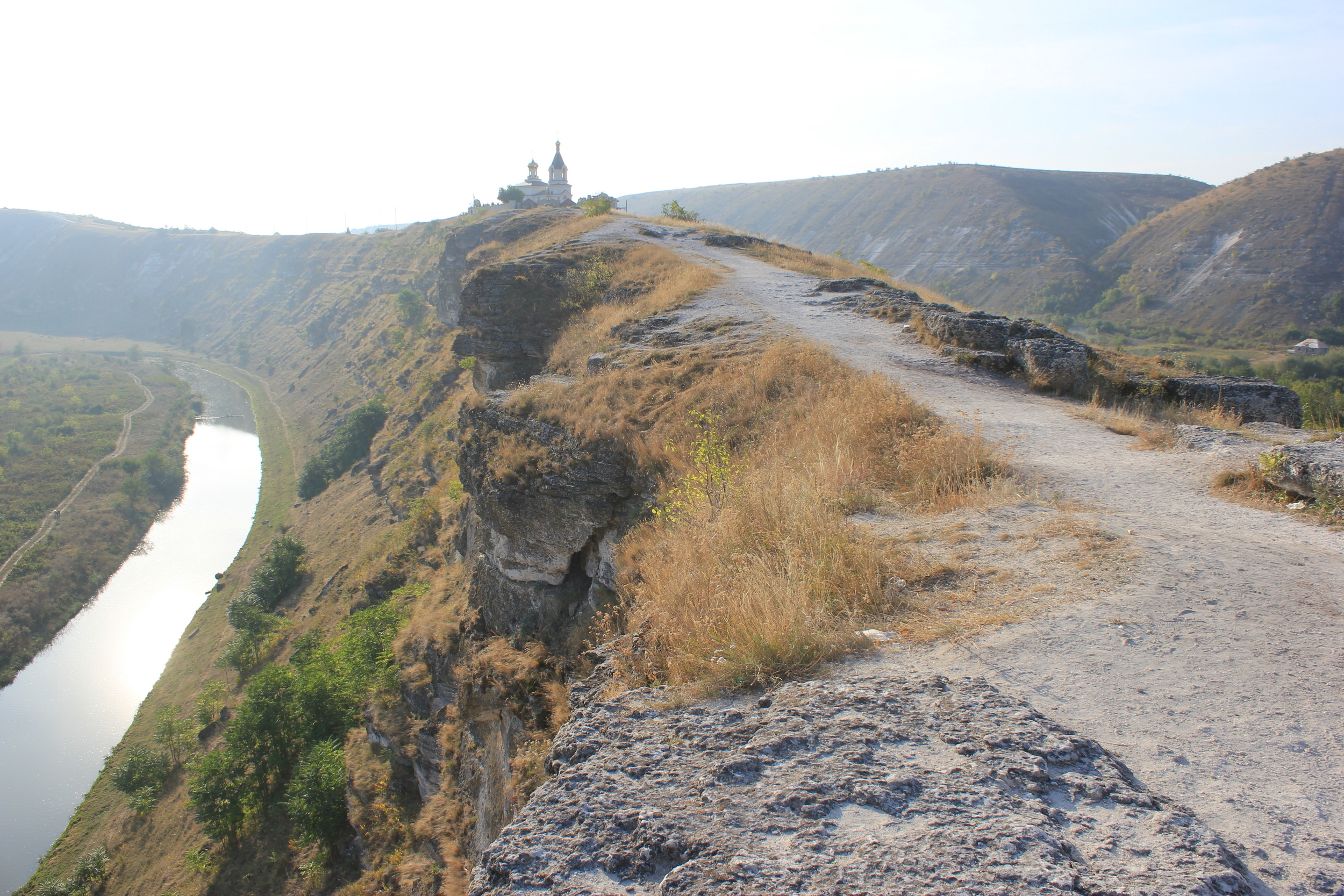
Bisericǎ din vârful stâncilor
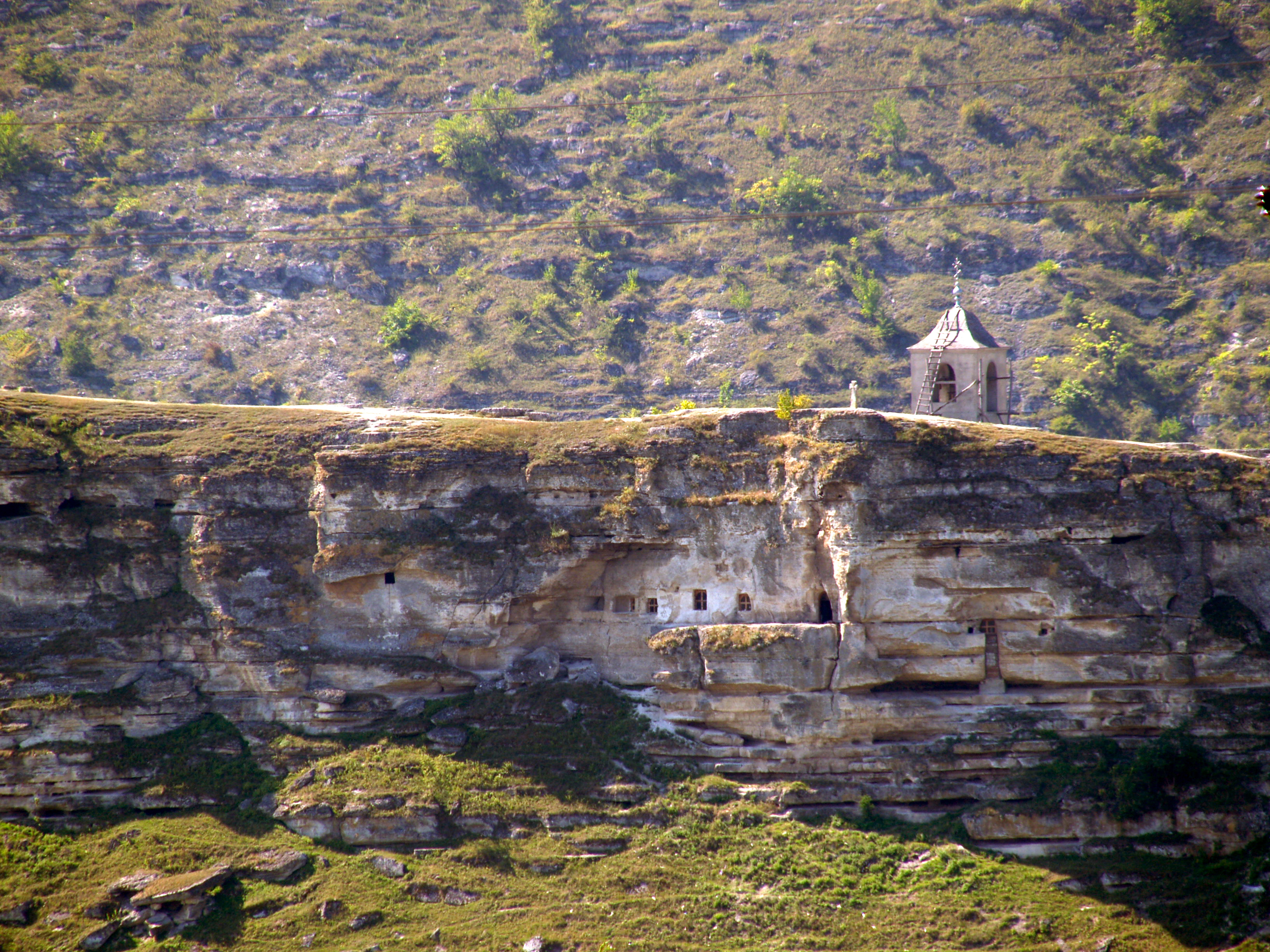
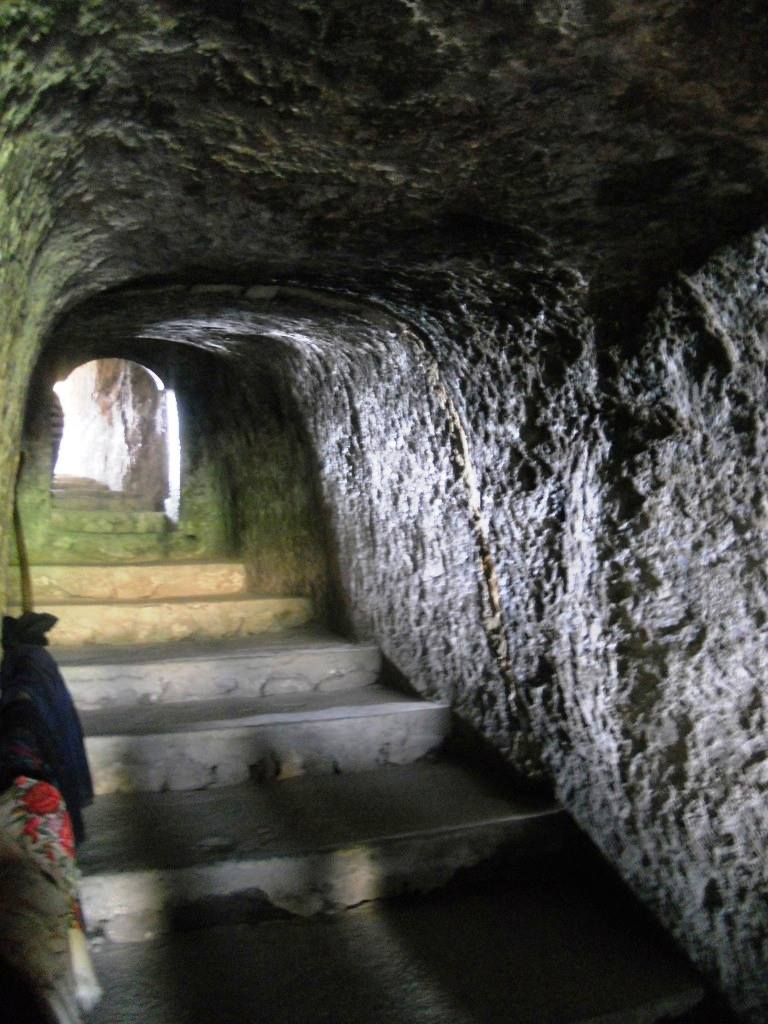
Mănăstirea rupestră
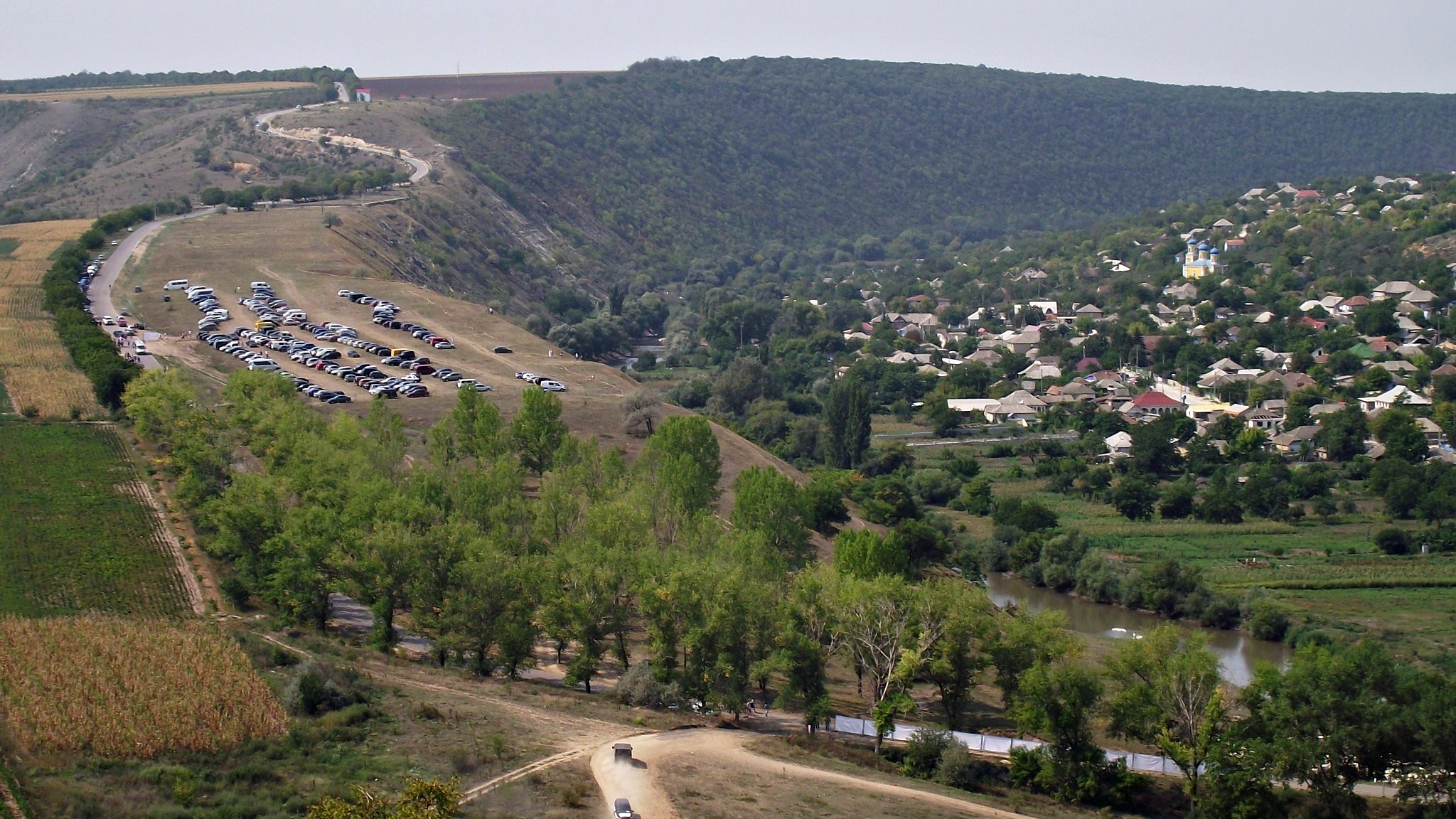
Satul Trebujeni
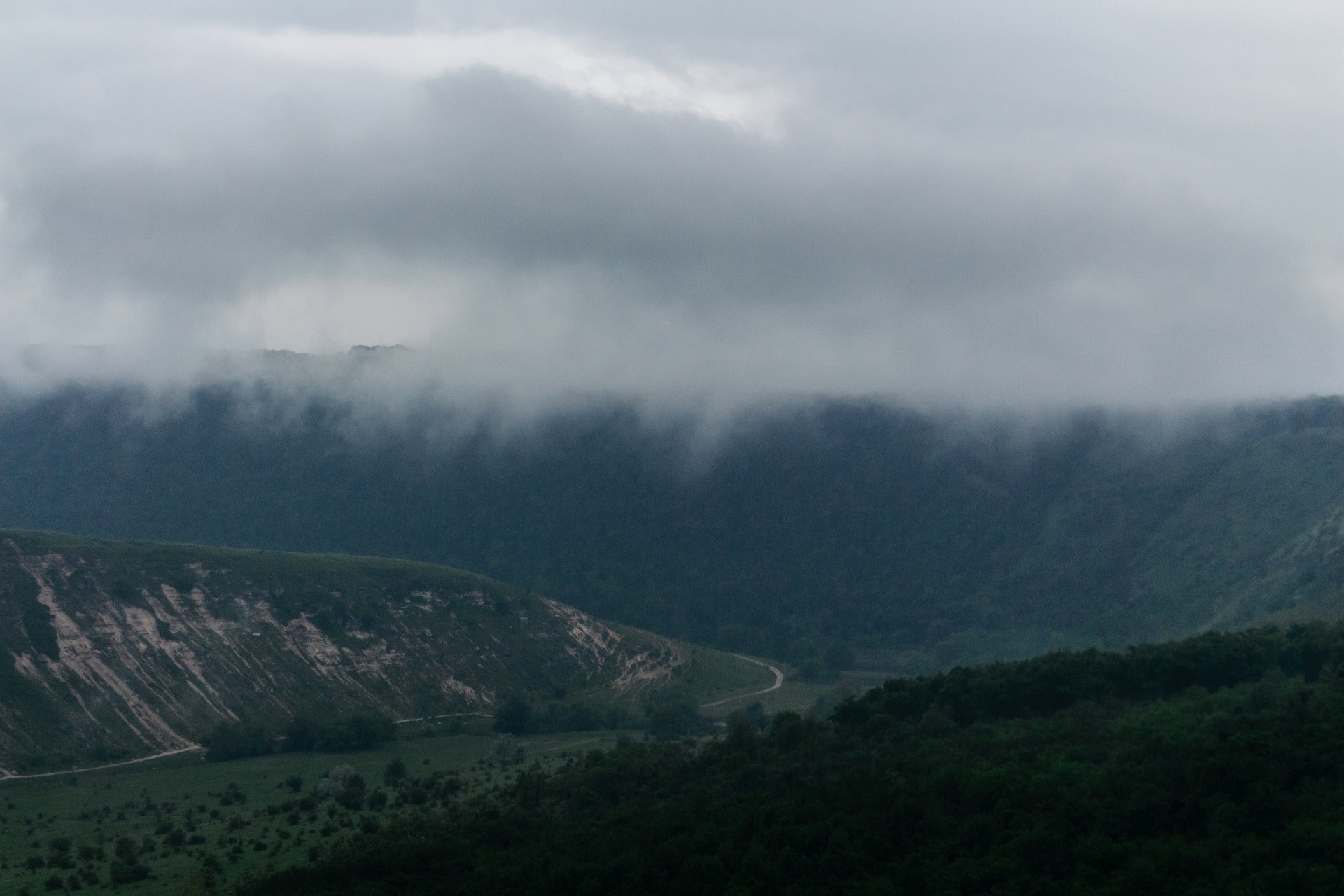